# Rafael Y. Herman
Rafael Yossef Herman (רפאל י. הרמן) (Be'er Sheva, 1974) è un artista israeliano.
È noto per il progetto fotografico Bereshit-Genesis. Ispirandosi alla storia della creazione così come viene raccontata nel primo libro della Bibbia-Genesi, Herman ha spinto la sua ricerca in un ambito assolutamente nuovo nella storia della fotografia, ritraendo di notte gli alberi del deserto del Negev, senza nessun ausilio elettronico e senza alcuna manipolazione digitale, riuscendo ad ottenere immagini che sembrano pervase dalla luce del giorno. La notte appare come non la si è mai vista prima e svela ai nostri occhi un paesaggio monocromatico eppure pieno di colore: 'il colore della notte'. È una notte illuminata, quasi divina, in cui le ombre scompaiono per creare una nuova realtà surreale che il nostro occhio nudo non può vedere e non conosce.
Il progetto Bereshit è stato esposto per la prima volta a Milano nel 2006, nella prestigiosa "Sala delle Cariatidi" di Palazzo Reale, e rappresentava uno dei quattro frammenti di un lavoro più ampio che l'artista ha dedicato a Israele, con il titolo di 'Magà'. L'evento ha attirato l'attenzione di pubblico e media ed ha avuto il plauso dell'assessore alla cultura Vittorio Sgarbi, che ha scritto "... Le sue immagini sono specchio della Creazione oltre la quale non c'è altro da dire, rivelazione che concepisce solo la dimensione contemplativa, conciliando spirito, mistero, materia. Così Herman, vince il buio." Il successo riportato ha valso a Herman l'invito a presentare il suo lavoro a Parigi al Centre Pompidou. Nel novembre 2007, in occasione della personale che lo Studio Guastalla ha dedicato all'artista, Rafael è venuto in contatto con il grande storico dell'arte, scrittore e collezionista Arturo Schwarz, che ha scritto del progetto "... questa doppia coniugazione - la terra-donna illuminata dalla propria luce nera - è responsabile dell'intensa aura poetica di queste fotografie". Questi alcuni titoli che quotidiani e riviste hanno dedicato alla mostra: "La voce della luna" (Arte); "La ricerca simbolica" (Elle); "Gli alberi di Herman" (TG); "Il principio di ogni cosa" (Bollettino). Durante il periodo dell'esposizione Rafael ha perso il padre, Maxim (n. Bucarest 1937 m. 2007 Israele, 19 Kislev), proprio mentre stava terminando di scrivere il libro/documentario sulla storia della sua famiglia negli anni della seconda guerra mondiale.
Rafael Yossef Herman ha esposto in Sud America, Europa e Asia in mostre personali e collettive. Ha collaborato con Amnesty International e con il governo dello Stato di Bahia per il carnevale 2002. Dopo avere ricevuto da bambino una formazione musicale per 13 anni, si è laureato in Economia e Commercio all'Università di Tel Aviv. Oggi vive in Italia e lavora tra l'Europa, l'America e Israele. Attualmente i suoi multiformi progetti fotografici spaziano dalla moda al reportage, dall'editoria e dai set cinematografici fino alla ricerca sperimentale.